# 앨릭스 피트랜절로
앨릭샌더 "앨릭스" 피트랜절로(영어: Alexander "Alex" Pietrangelo, 1990년 1월 18일 ~ )는 캐나다의 아이스하키 선수로 포지션은 수비수이다. 현재 내셔널 하키 리그(NHL)의 베이거스 골든 나이츠에서 부주장으로 뛰고 있다. 베이거스 입단 이전에는 세인트루이스 블루스에서 12시즌을 활약했으며, 마지막 4시즌 동안 팀의 주장을 맡았다. 2019년 세인트루이스 블루스 역사상 최초로 스탠리 컵 우승에 기여했으며, 플레이오프에서 어시스트 기록 부문 선두를 달렸으며, 특히 7차전에서 스탠리 컵 결승골을 넣었다.
국제 대회에서는 캐나다 국가대표로 참가하고 있으며, 2009년 세계 주니어 선수권 대회에서 캐나다 U-20 대표팀 소속으로 금메달을 획득했다. 이후 2010년 세계 주니어 선수권 대회에서 최우수 수비수로 선정되었다. 2014년에는 2014년 동계 올림픽에 참가하는 캐나다 올림픽 아이스하키 대표팀에 발탁되어 금메달 획득에 기여했으며, 2016년 아이스하키 월드컵에서도 캐나다 대표팀의 우승에 기여했다.